# ろくでなし子
ろくでなし子（ろくでなしこ、1972年3月14日 - ）は、日本の漫画家、美術家、フェミニスト。日本性器のアート協会会員。自らの女性器を型どりデコレーションしたアート作品「デコまん」を作り、注目を集めた。本名、五十嵐恵。いがらしめぐみ、いがらし惠名義による作品もある。

## 経歴
静岡県生まれ。「山ばかりの小さな田舎町」で会社員の家庭に生まれる。1990年、上京し現役で國學院大學文学部哲学科に入学した。同大学卒業後、田舎に帰らず近所の不動産屋で事務のアルバイトをしながらデザインの専門学校に通うが中退した。1996年末頃、元恋人のすすめでマンガの持ち込みを始め、1998年にはラブコメ作品「不動産屋の山田さん」で講談社『Kiss』新人漫画賞に佳作入選、漫画家として正式デビューした。講談社の同期に小川彌生がいる。「ミヨコ、握りまーす!」を不定期連載。その他、当時の作品にショート漫画「ペッ父ちゃん」などがある。また、いがらし惠名義で裁判傍聴漫画を描いていた。
しかしデビュー後2年経っても単行本は出せず、連載も持てなかったため、ストーリーマンガではなく当時流行の体験物のショートエッセイマンガを描くようになる。ギャンブルは好きではなかったにもかかわらず仕事のためパチンコの体験マンガを描いていたが、やがてその連載も打ち切りとなり、2002年、30歳を前にして当時の恋人と結婚した。しかしmixiのオフ会で知り合った男性と浮気をするようになる。みずからの浮気体験に基づくマンガ「ウワカツ」を描いたこともあるが、不評だった。当時はこの方面の仕事を家族に秘匿していたため、メディアに出る時はウィッグと伊達メガネで変装し、筆名も「ろくでなし子」とした。
性的体験談を書くうちに女性器の整形手術を受け、その続編を執筆する過程で自分の外陰部の型を取り、アートを作成した。「デコまん」について夫から拒絶反応を受けたため、2012年2月、結婚から10年目で離婚した。生活は苦しく、アルバイトで生計を立て、毎日死ぬことばかり考えていた。その後も「デコまん」を作り続けたが、2014年7月にわいせつ物陳列罪を理由に逮捕され、その後裁判でクラウドファンディング100万円の謝礼に対して罰金40万円が課せられた（後述）。

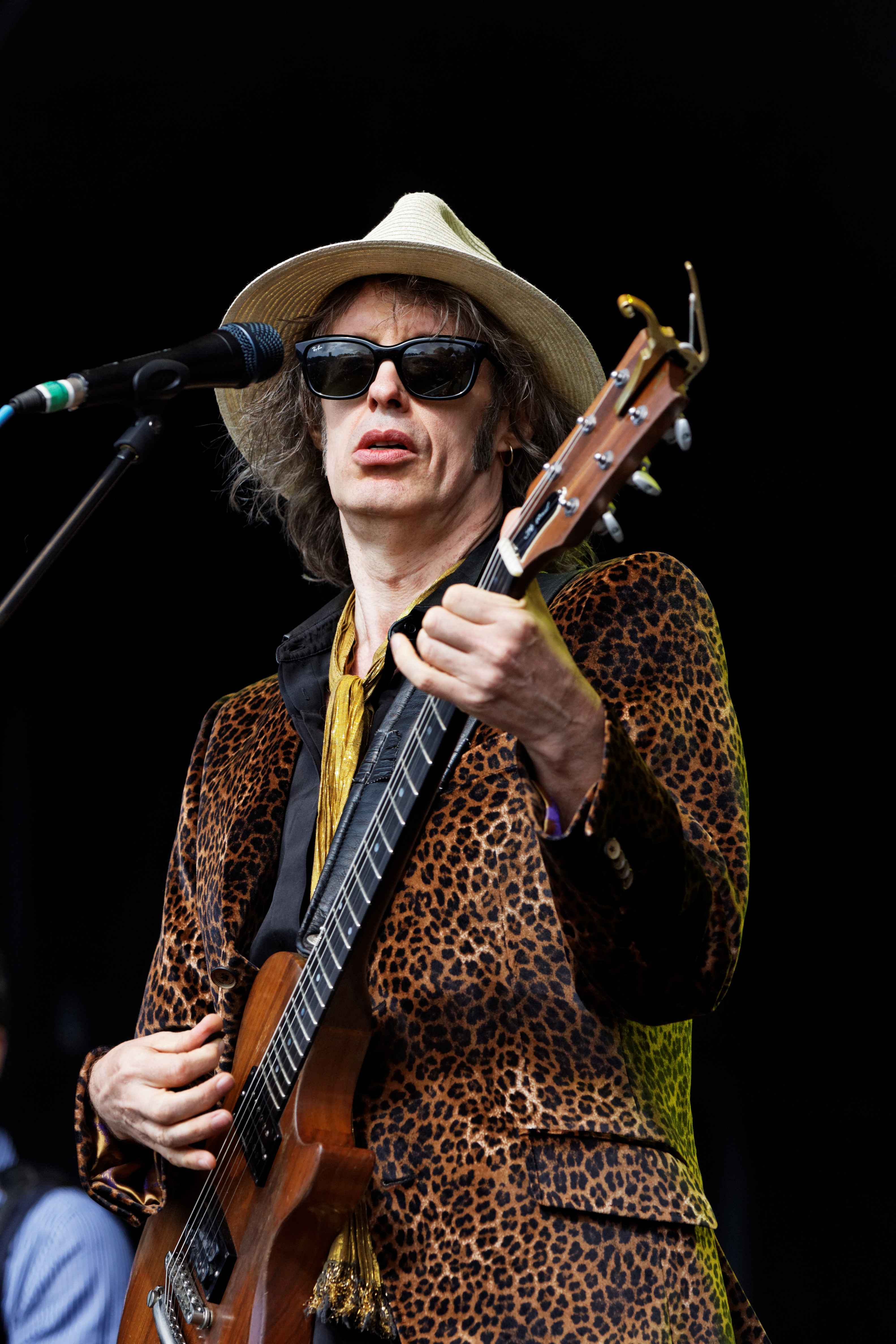
マイク・スコット

2016年4月19日、イギリスのロック・バンドのザ・ウォーターボーイズのマイク・スコットとの婚約を発表した。2016年8月にろくでなし子は自身の妊娠3ヵ月を発表した。2016年10月22日にろくでなし子とスコットは結婚パーティを開催し、2017年2月2日に男児を出産する。

「ろくでなし子ミュージアム」(2023)

2023年2月、AIとWeb技術を活用したアート作品の制作を目的とした合同会社6d745ソフトウェアを設立。同年6月に参加したアートラボTOKYOで展示会「ろくでなし子・森下泰輔 まんこラボ展 It’s not here 仮象としての現実に関する考察」にて、3Dの館内でキャラクターを動かしアート作品の閲覧や留置場や尋問の体験をもとにしたウェブブラウザゲームを体験できるウェブ美術館「ろくでなし子ミュージアム」を発表する。

## デコまんの製作と論争

### 製作の経緯

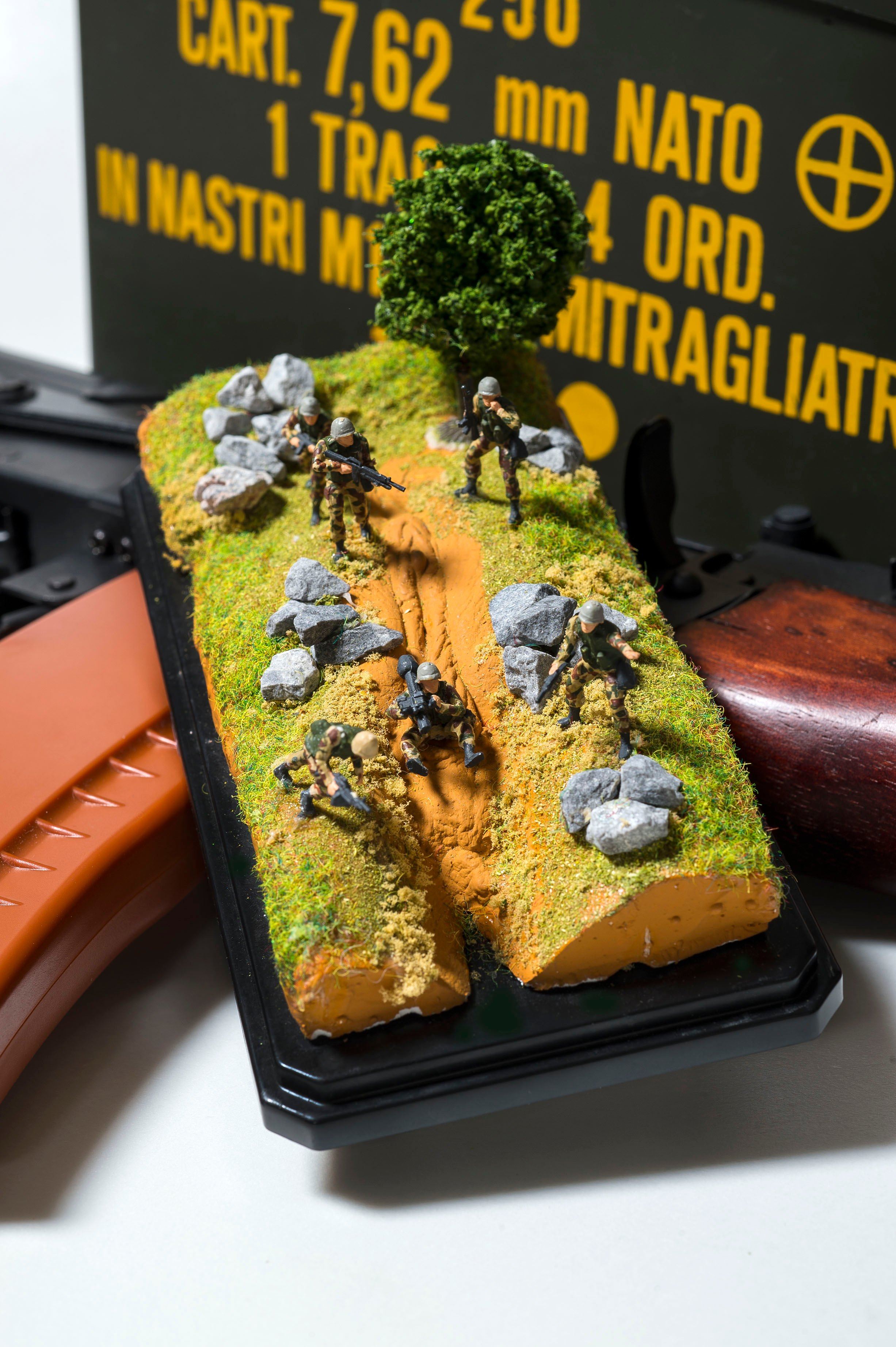
「戦場まん」(2011)

性的体験談をマンガに描く関係から、陰毛エステサロンについてネットで検索しているうちに、女性器の整形手術の存在を知り、2010年、体験マンガの取材も兼ねて自らの陰唇を切除した。このマンガの続編を描く過程で、「デコまん」と名付けて、自分の女性器の外陰部の型取り（まん拓）をモチーフにしたアート作品を作った。アート作品を製作し発表するまでの経緯については、『本当にあった笑える話』『本当にあった笑える話 Pinky』（共にぶんか社）にて、2010年から2012年までの約2年にわたりエッセイ漫画形式で発表された。

### デコまんの進出
ワークショップの開設
活動に着目したコラムニストにワークショップを提案され、ワークショップでの活動を始めた。2011年9月に第一回が開催され、同年11月に第二回が開催された。この活動は参加希望者がろくでなし子の予想を上回る早さで増加した。参加者の声を聞く中で、ろくでなし子は自身の活動の目的を見出した。
知名度の上昇
2011年、米国ワシントン州シアトルにて開催された、エロティック・アートフェスティバルの予選にデコまんが通過し、正式出展となった。応募総数は2000点、うち予選通過は200点であったという。「デコまんアート活動」を主軸にした、コミックエッセイ単行本『デコまん：アソコ整形漫画家が奇妙なアートを作った理由』（ぶんか社）を2012年7月上梓した。2012年8月27日から9月15日、銀座・ヴァニラマニアにてデコまん個展&イベントを開催する。個展タイトルは「OH! MANKO! シアトルから帰ってきたデコまん展 〜海を渡ったわたしのまんこ〜」。個展開催中、「まんこBar 〜プロジェクトM 挑戦者達〜」と題したイベントを行った。また個展開催により、『週刊ポスト』『週刊現代』『週刊プレイボーイ』『FLASH』等の雑誌で取り上げられた。2012年12月、『週刊アサヒ芸能』の裏流行語珍語・アダルト部門に『デコまん』がノミネートされた。

### 「わいせつ」容疑による逮捕と裁判
クラウドファンディングとデータ配布

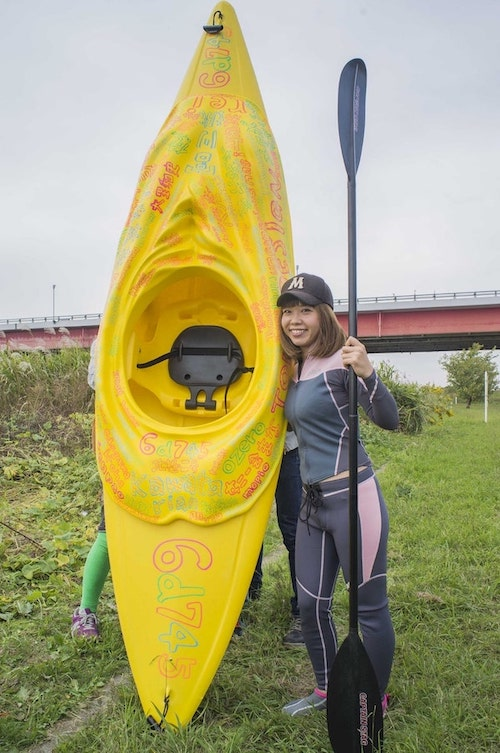
「まんボート」（2013）

2013年6月18日、ろくでなし子自身の陰部を3Dスキャナーを利用して作成する「マンボート」の資金募集をクラウドファンディングで開始した。資金提供のリターンとして、ろくでなし子は自身の外陰部の3Dデータを援助者たちに渡した。100万円の資金調達は無事に達成し、進水式が2013年10月19日に行われた。この様子は海外メディアでも報じられた。
最初の逮捕
2014年7月12日、自身の女性器を3Dプリンタ用データにし、2013年10月以降、活動資金を寄付した男性らにデータ送付の形でダウンロードさせたとして警視庁は わいせつ物頒布等の罪等の疑いでろくでなし子を逮捕した。3Dデータをわいせつ物と認定するのは全国で初の事案となる。本人は「警察がわいせつ物と認めたことに納得がいかない。私にとっては手足と一緒」と容疑を否認した。この時押収された「まん拓」は本人のもの以外に、タレントの岩井志麻子の型も押収された。突然の逮捕であったため身の回りの整理もできず、持ち込みも制限されたため、身の回り品を留置所で購入した。翌日15日、この逮捕に暴力性を感じ、思想の弾圧を危惧したとして、男性の起草者によりChange.orgにて警視庁に対し、ろくでなし子の即時釈放を求める署名活動が開始された。さらに翌日16日には目標の1万5000人の署名を達成し、署名は警視庁に送られた。逮捕された時点ではろくでなし子は罰金を払って留置所を出る予定だったが、自分の活動の否定に繋がると知って、裁判で争うことを決めた。7月15日に裁判官が勾留決定（被疑者の身柄を拘束するという決定）を出していた。弁護側はこれに対し「準抗告」という不服申立手続きをとり、これが裁判所に認められたため、釈放が決定した。2014年7月18日にろくでなし子は釈放された。
逮捕直後の反響
この事件について国内外から反応があった。ザ・ウォーターボーイズのリーダーであるマイク・スコットは、ろくでなし子の主張を支持するとして、「ROK ROK ROKUDENASHIKO」を制作、発表した。タレントの伊集院光は自身のラジオ番組にてマスメディアの「自称芸術家」という呼称をレッテル貼りとして指摘した。弁護士の伊東良徳はマスメディアの報道は警察の情報をそのまま流しているだけとしてその姿勢を批判した。また、わいせつ性は当事者の主観によって変わるものであり、一種の政治犯として扱うべきだとした。ジャーナリストの長谷川豊は1957年のチャタレー事件に言及し、当時のわいせつの定義のための3つの要件で議論していることと、そもそもの定義が破綻していることについて述べた。この逮捕は海外の複数のメディアでも取り上げられ、日本の性に対するダブルスタンダードの立場や、現代の行き過ぎたモラルについて言及された。
逮捕後の活動
ろくでなし子自身は2014年7月24日、日本外国特派員協会（外国人記者クラブ）で「MANKO」という言葉を発した。また10月18日より『週刊金曜日』にて逮捕拘留体験を描く手記漫画の短期集中連載を開始する。
再逮捕
2014年12月3日、デコまん3点を女性向けアダルトショップ店内で展示したとして、わいせつ物公然陳列の疑いで北原みのりとともに、警視庁保安課に逮捕された。ろくでなし子は作品のわいせつ性を否定した。前回の逮捕と異なり、わいせつ物公然陳列の容疑も掛けられた。ろくでなし子自身は後にこの2度目の逮捕について、自分の書いた漫画が警察を侮辱するように取られたと考えていると後に述べている。12月24日、「わいせつ物陳列」「わいせつ電磁的記録等送信頒布」「わいせつ電磁的記録記録媒体頒布」の3件で起訴された。12月26日、保釈申請が認められ、保釈金150万円で保釈された。
裁判
2015年4月15日に行われた初公判では、25枚の傍聴券に対して約200人が裁判所の前に並ぶ姿が見られた。ろくでなし子はこのことや裁判内での検事の言動、証拠品の扱いに対して、世間の関心が高いにもかかわらず裁判所が裁判を隠そうとしているという印象を受けた。検察側はろくでなし子の行為をわいせつ電磁的記録等送信頒布罪などに当たるとして、罰金80万円を求刑した。
第六回では上智大学国際教養学部学部長の林道郎が召喚された。そこでは過去に生殖器を象った芸術作品に触れながら、林による作品の芸術性についての証言が行われた。
判決
2016年5月9日に判決が下された。立体作品の陳列は無罪、3Dデータの配布はわいせつ物頒布等の罪で有罪となり、罰金40万円が課せられた。判決についてろくでなし子の弁護団の一人である山口貴士は、『愛のコリーダ』事件以来の画期的な判決として、判決を評価した。ろくでなし子は、判決には女性器そのものをわいせつと扱うことが問題とする意図がないとして、即日控訴した。
判決後の反響
脳科学者の茂木健一郎は判決を受けて、データ配布自体も表現の一部だとして芸術の扱いに関して時代の潮流と法律が合致していない可能性を指摘した。国際美術評論家連盟の有志からは、判決が不当なものであるとして5月14日に抗議声明が地方裁判所、警視庁、検察庁に宛てて提出された。8月25日には女子現代メディア文化研究会からも無罪を求める意見書が提示された。美術評論家のジョナサン・ジョーンズは「ガーディアン」にて判決を理にかなっていないと主張した。
控訴審
2017年4月13日、東京高裁は一審の判決を支持し、検察側、弁護側双方の控訴を棄却した。ろくでなし子は即日上告した。わいせつ物頒布とされたデコまんの配布に関しては、検察が上告しなかったため無罪が確定した。
上告審
2020年7月16日、上告審判決で、最高裁第1小法廷は被告側の上告を棄却し、罰金40万円とした一、二審判決が確定することになった。

### ろくでなし子の主張
当初、女性器を指して「MK」と表現していたが、2016年の週刊誌『日刊SPA!』のインタビューにて、「なぜごまかしたり、伏せ字（ま●こなど）にしなければならないのか？」と女性器の呼称に関して疑問を抱くにいたり、現在は「まんこ」と表記し、表現活動を続けていると述べている。ろくでなし子は検分書を見た際に、女性器の露骨な形状であるが故にわいせつな物品と認められたとしか書かれておらず、性的興奮を煽るものであるという根拠が乏しいと考えたことを後に述べた。2015年のインタビューでは、自身の裁判での敗北は、規制の強化とそれによる表現の自由を脅かす結果になるものとして危惧していると話している。初公判後の記者会見では、女性器が他のわいせつとされうる対象と異なり、その根底にあるのは女性差別であると語っている。その中でいやらしいと扱われるイメージを払拭すべく、ユーモラスな作品を作り続けたと語った。しかし東京地方裁判所における公判では裁判官に呼び方を変えるように注意され、意見陳述を制限する旨の警告を受けたため、「性器」と言い換えた。

## 他の論争

### ぱよぱよちーん騒動
2015年11月、ツイッターでF-Secureの社員による個人情報公開事件に関連して「ぱよぱよちーん」とつぶやいたことにより、レイシストしばき隊とtwitter上で議論になったことから、しばき隊員の一人が引き起こした新潟日報報道部長ツイッター中傷投稿事件について産経デジタルに依頼され独占手記を執筆する。手記の中でろくでなし子はしばき隊の発言を誹謗中傷であると批判した。ミュージシャンのロマン優光はろくでなし子の態度及びヘイト側にとっても問題があるとし、さらにこれによって本来の問題が隠されてしまったと評した。ろくでなし子は後に「ファビョる」について発言を謝罪し、一方で対話した相手の暴言を批判した。
ネットニュース編集者である中川淳一郎はこのやりとりについて週刊誌『NEWSポストセブン』にて、日本国内の反差別側が韓国の経済的に不安定な情勢から敵対勢力の活動が沈静化したため、差別をしているとする人間を自分たちで認定し攻撃したと分析している。またろくでなし子が反差別界隈の敵として認識された原因として、彼女が先の裁判で知名度を得ていたことが、原因であると述べている。また中川は、ろくでなし子自身が表現の自由に関して取り上げられすぎて本人の意図する方向と異なった話が進んでいたことにも言及した。

### アムネスティ・インターナショナル日本のイベント
アムネスティジャパンが、2016年9月30日予定のろくでなし子のトークイベント案内の告知を行ったところ、中傷を含む批判があった。アムネスティジャパンは「このまま開催すると、じっくり話を聞いて議論することができなくなり、ろくでなし子さんの裁判とその背景について理解するという当初のイベント開催の目的を果たせない可能性が十分ある」と判断し、27日に中止と決定した。今度はイベント中止に対して批判の声が殺到した。アムネスティの一方的なメールでの中止告知 に対し、ろくでなし子は公開質問状をアムネスティに提出した。フリーライターの清義明はろくでなし子の公開弁明書は嘘であると指摘した。イベントは後日行われる旨が通知され、予定通り実施された。このことをネットニュース編集者の中川淳一郎は週刊誌『NEWSポストセブン』にて、「ぱよぱよちーん」というろくでなし子に対立する人物の過去の発言に言及し、それを楽しそうにツイートしたろくでなし子が反レイシストの敵であるという認定を受けたという考えを述べている。また、この反発からアムネスティ側への立派さを保ってほしいという反ろくでなし子及び反差別の人々の願いの押しつけであるとしている。またろくでなし子自身はネット上での誹謗中傷について、どんなに説得しても聞いてもらえない人々には無視をすべきとし、また作品を見た人々がどう思うかの自由は奪うべきではないとしている。

## 著書
いがらしめぐみ名義
- さわやか奥さん隣のハヤシバラさん（幻冬舎、2005年）
- さわやか奥さんパチンコ体験記（幻冬舎、2006年）

ろくでなし子名義
- デコまん アソコ整形漫画家が奇妙なアートを作った理由（ぶんか社、2012年）
- 女子校あるある（彩図社、2013年）
- ワイセツって何ですか？ (「自称芸術家」と呼ばれた私)（金曜日、2015年）
  - What is Obscenity?: The Story of a Good For Nothing Artist and her Pussy (Koyama Press, 2016)上記著書の英訳
- 私の体がワイセツ?!: 女のそこだけなぜタブー（筑摩書房、2015年）

## 受賞歴
2014年
Tokyo Designers Week 2014内 TDWアートフェア前期準 グランプリ
2015年
米国ニュースサイト artnet news「社会のタブーを打ち破る10人の女性アーティスト」
2016年
著書『ワイセツって何ですか？ (「自称芸術家」と呼ばれた私)』- 『ロサンゼルス・タイムス』ブックアワード（次点）

## 主な展覧会
2012
- 「デコまん展」、 銀座ヴァニラマニア

2014
- 「まんことあそぼう！よいこのまん個展」、新宿眼科画廊 [100]

2016
- 「Feminism Fan in Japan and Friends展」、遊工房アートスペース  [101]
- 「SCHAM 100 GRÜNDE, ROT ZU WERDEN」、DHMD美術館 [102]

2020
- 「バーストジェネレーション：死とSEX展」、新宿眼科画廊  [103]
- 「COMIC SALON 展」、ベルリン情報通信博物館
- 「COMIC SALON 展」、Erika Fuchs Haus

2021
- 「美術ヴァギナ展」、京都KUNST ARZT [104]

2022
- 「COMIC SALON ERLANGEN」、 [105]

2023
- 「ろくでなし子・森下泰輔 まんこラボ展 It’s not here 仮象としての現実に関する考察」、 ArtLab Tokyo [106]